# Булгарский поход Владимира Святославича
Поход на Волжскую Булгарию в 985 году был предпринят великим князем киевским Владимиром Святославичем в союзе с торками в рамках развернувшегося в 980-х годах нового (после 965—969 годов) этапа борьбы за «хазарское наследство», в которой кроме Руси и Волжской Булгарии активное участие принимали Хорезм, Ширван и огузское племя торков.
В целом князь Владимир организовал тот поход в ходе проводимой им политики по укреплению границ и политических позиций Древнерусского государства на международной арене. Ранее им были предприняты военные походы на Польшу (981), вятичей (981, 982), ятвягов (983) и радимичей (984).
В российской (дореволюционной) и далее в советской историографии вопрос относительно того, против каких болгар (булгар) в 985 году был предпринят поход — волжско-камских или дунайских оставался дискуссионным. Однако по мере появления новых исторических и археологических данных по Волжской Булгарии и Хазарии гипотеза о дунайском походе князя Владимира постепенно сходила на нет, и в конечном итоге между исследователями сложился консенсус в пользу Волжско-Камского направления похода.

## Предпосылки
После падения Хазарского каганата в результате похода на него в 965 году князя Святослава Игоревича, — Волжская Булгария, до того времени являвшаяся хазарским данником, стала потенциальным соперником Руси на Среднем Поволжье. Подчинив себе буртасов, Волжская Булгария вплотную приблизилась к землям вятичей, занимавшим оба берега реки Оки, которая в свою очередь являлась одним из важных участков торговой магистрали для связи Европы с арабским миром. При этом в то время когда на Руси шла междоусобная война, Волжская Булгария сумела распространить своё влияние как на вятичей, которые дважды пытались отложиться от власти киевского князя, так и на мурома и меря.
В то же время сама Волжская Булгария находилась в сфере влияния Хорезма. Основными политическими и торговыми партнёрами последнего в Восточной Европе являлись Хазарский каганат, Волжская Булгария и Киевская Русь. После падения Хазарского каганата Волжская Булгария, как самостоятельное государство, стала основным центром, связывающим Хорезм с европейскими странами.

## Причины и цель похода
Поход на Волжскую Булгарию князь Владимир, по сути, организовал продолжая политику своего отца князя Святослава Игоревича, результаты похода которого, от части по укреплению политических позиций Руси на Волжском торговом пути и выходу к Каспийскому морю, были утрачены вследствие междоусобной войны в 973—980 годах, возникшей вскоре после его гибели в 972 году.
Волжская Булгария перекрывала Волжский торговый путь, что шло в ущерб экономическим интересам Древнерусского государства. При этом, причиной похода могли послужить нарушение ранних договоров и притеснение русских купцов. В то же время, Русь опасалась распространения на Волжский регион власти Хорезма, который кроме взятия под свой контроль русской торговли в Каспийском море, мог бы ввести для неё ряд существенных ограничений.

## Поход
Князь Владимир, как и его отец Святослав, действовал в союзе с торками (гузами), которые ранее были оттеснены движением булгар в сторону Яика (Урал) в приаральские степи.
Русские дружины двигались в ладьях водным путём, а конные торки по суше. Последние шли левым берегом Волги и для соединения с русскими дружинами должны были пройти около 300 км на север от своих кочевий. Путь русских мог пролегать от района Волго-Донского волока вверх по Волге, где для взаимодействия флота и конницы открывался широкий простор или по Оке через земли вятичей.
Далее последовала битва, в результате которой булгарское войско потерпело поражение.
После битвы по преданию (согласно летописям) при осмотре «обутых в сапоги» пленных булгар воевода Добрыня посоветовал князю Владимиру оставить в покое их страну, так как столь развитый народ не будет платить дани, и посоветовал идти искать «лапотников». Однако, дословный пересказ о «пленных в сапогах» ряд исследователей считают фольклорным летописным вымыслом (легендой).
Несмотря на свою победу над булгарами, князь Владимир не смог развить свой успех дальше. Причиной тому, по мнению ряда исследователей, была поддержка единоверного булгарам Хорезма. Между двумя последними существовали некоторые экономические противоречия, и более сильный в военном отношении Хорезм стремился взять под свой контроль Волго-Камский регион. Однако, при наступлении Руси на Волжскую Булгарию все противоречия между Хорезмом и Булгарией отошли на второй план, в результате чего Владимиру пришлось столкнуться с достаточно сильной антирусской коалицией.
Заключив с Волжской Булгарией «вечный мир» русское войско вернулось на Русь. Сопоставив свидетельства древнерусского летописца Нестора и арабского географа аль-Мукаддаси (современника тех событий) С. П. Толстов предположил, что причиной тому могло быть выступление хорезмийских войск против тыловых коммуникаций русских в районе Волго-Донского волока.
Существует предположение, что во время этого похода были покорены буртасы, проживавшие на Средней Волге.

## Итоги
В военном отношении поход Руси на Волжскую Булгарию был успешным. Победив в битве, Русь устранила потенциального соперника за сюзеренитет над племенами, находившимися на восточной и северо-восточной её границах, тем самым укрепив их верность Древнерусскому государству и династии Рюриковичей.
Однако, территория волжских булгар не была включена в состав Древнерусского государства. По мнению М. В. Левченко, вполне возможно, что такой цели князь Владимир себе не ставил, а лишь силой добился признания булгарами вхождения вятичей в состав Древнерусского государства.
Тем не менее, были заключены обоюдовыгодные политические и торговые соглашения. Волжская Булгария обязалась предоставлять русским купцам свободный проход на восточные и доступ к своим рынкам. Для самой Волжской Булгарии договор с Русью имел положительные последствия, так как, кроме прочего, по мнению И. Л. Измайлова, этим договором Волжская Булгария утвердила свой авторитет на международной арене.
Уже в следующем 986 году в Киев прибыло булгарское посольство, которое непосредственно было связано с мирными соглашениями 985 года. То посольство было первым в рамках проводимых князем Владимиром религиозных реформ из числа посольств от других представителей мировых религий и их конфессий. Таким образом булгарский эмир предпринял попытку втянуть Русь в сферу своих интересов через её исламизацию, которая открывала бы для Волжской Булгарии огромные политические и экономические выгоды.
Ряд исследователей считает, что своеобразной ратификацией мирного договора была женитьба Владимира на булгарской княжне, от которой у него в дальнейшем родились Борис и Глеб, княжившие в Ростове и Муроме, то есть в удельных княжествах, граничащих с Волжской Булгарией. Существует также предположение, что булгарская жена Владимира могла быть пленницей.

## В историографии

### В первоисточниках
В «Повести временных лет» и в большинстве других летописных сводов («Лаврентьевская», «Ипатьевская», «Новгородская 1-я», «Софийская 1-я» и др.) не конкретизируется — на каких именно болгар (булгар) был предпринят поход.
«Никоновская» и «Ермолинская» летописи, несколько уточняя, называют их — низовскими, а «Воскресенская» и «Типографская» определённо называют их — волжскими. Мних Иаков в «Памяти и похвале князю русскому Владимиру» называет их — серебряными.

### «История…» В. Н. Татищева и «Хроника…» М. Стрыйковского
В. Н. Татищев в 1-й редакции «Истории Российской» в целом писал то же, что изложено в большинстве летописей, из чего следует, что Владимир и Добрыня с войском в ладьях, а конные торки берегом выступили против болгар и в битве последние были разбиты. Однако, осмотрев пленных (колодников) и увидев, что все они в сапогах, Добрыня посоветовал Владимиру идти искать «лапотников», так как эти дани давать не будут. После этого Владимир заключил с болгарами мир. Болгары поклялись соблюдать «вечный мир», заверив, что он нарушится только тогда, когда камень начнёт плавать, а хмель тонуть. После этого Владимир вернулся в Киев. При изложении этого, однако, В. Н. Татищев не указал, — на каких именно болгар князь Владимир совершил поход.
Во 2-й же редакции В. Н. Татищев уже кардинально изменил описание этого похода, сообщая, что Владимир с Добрыней, собрав большое войско и призвав новгородцев, пошёл в ладьях по Днепру на болгар и сербов. Конные русские войска, торков, волынян и червенских направил в «землю Болгарскую». Там же В. Н. Татищев освещает и причину похода против болгар, — «объявив им многие их нарушения прежних отца его и брата договоров и причиненные подданным его обиды», Владимир требовал возмещения. Болгары же отказались платить и, «совокупившись» с сербами, вышли против него, но в жестоком сражении были разбиты и Владимир «попленил земли их». Но затем по их просьбе Владимир учинил с ними мир и со славой возвратился в Киев. Захваченное же разделил между воинами, которых тоже отпустил по домам. То есть во 2-й редакции у В. Н. Татищева однозначно имеются в виду болгары дунайские, при этом удалив из текста упоминания о хмеле и пленных в сапогах, по всей видимости посчитав это фольклорной вставкой, несоответствующей реальным событиям.
Ряд исследователей полагает, что относительно этого похода В. Н. Татищев во 2-й редакции опирался на «Хронику польскую, литовскую, жмудскую и всей Руси» польского хрониста Матея Стрыйковского, который писал:
Владимир, уже будучи полным самодержцем всей Руси, собрал большое войско, с которым переправился через Дунай и захватил земли Болгарскую, Сербскую, Хорватскую, Семиградскую, Вятичскую, Ятвяжскую, Дулебскую и те края, где ныне Валахия, Мултания и татары Добруджи. И одним походом всех себе подчинил и дань на них возложил, которую [те] сначала давали греческим императорам.— М. Стрыйковский «Хроника польская, литовская, жмудская и всей Руси».
Однако позднейшие исследователи отмечают, что «Хронике…» М. Стрыйковского характерны значительные погрешности в хронологии и географии, которые, впрочем, отмечал и сам В. Н. Татищев, в целом как и другие высоко ценивший этот труд. Исходя из этого, по мнению исследователя творчества М. Стрыйковского А. И. Рогова, едва ли его известие «может способствовать разрешению вопроса о том, на каких болгар ходил Владимир — волжских или дунайских», так как и в данном случае М. Стрыйковский «искусственно и крайне неудачно» поместил вятичей и ятвягов за Дунай и превратил их в греческих данников. Поход же на хорватов в летописи отмечен 992 годом.

### Позднейшие исследования
В дальнейшей историографии мнение о том на каких именно болгар (булгар) совершил поход князь Владимир Святославич — на волжско-камских или на дунайских разделилось.
Так М. М. Щербатов писал, что «сии болгары были не те, которые жили на Волге в великой Болгарии», а поселившиеся в VII веке «возле Чёрного моря», но при этом он описал сюжет из летописей и 1-й редакции В. Н. Татищева о «пленных в сапогах» и «вечном мире». Из этого же он заключил, что дань, о которой писал М. Стрыйковский, на болгар наложена не была. Того же мнения придерживался и И. Н. Болтин.
Н. М. Карамзин в своей «Истории государства Российского» писал, что Владимир с новгородцами и Добрыней отправился на судах вниз по Волге (конные торки шли берегом), однозначно утверждая, что его целью было завладение «Камскою Болгариею».
С. М. Соловьёв, избегая определённых выводов, предполагал, что князь Владимир совершал походы и на волжских и на дунайских болгар, а после в летописях они были перемешаны «по одинаковости народного имени». Относительно данного похода, который С. М. Соловьёв датировал 987 годом, он полагал, что «низовые» или «волжские» внесено в летописи их переписчиками или относится к авторам, жившим на севере и знавших по соседству только болгар волжских.
Н. П. Барсов, И. А. Линниченко, Ф. И. Успенский, Е. Е. Голубинский, А. А. Шахматов, В. В. Мавродин, Б. А. Рыбаков (изначально), О. М. Рапов, А. В. Гадло и др. с разной степенью уверенности полагали, что поход был направлен против дунайских болгар.
Делались предположения, что он был предпринят в ходе Болгаро-византийской войны, об участии в которой русских войск на стороне Византии упоминали Иоанн Геометр и Лев Диакон (под 986 г.) и то, что Владимир шёл тем же путём, что и его отец князь Святослав Игоревич в 967—968 годах, в частности отмечая, что тот же двойной путь был отмечен в рассказе о его походе, когда на обратном пути Святослав шёл речным путём, а его воевода Свенельд сушей. М. Н. Тихомиров, датируя этот поход 975 годом, делал предположение, что он мог быть связан с военными действиями византийского императора Василия II Болгаробойцы против болгарского царя Самуила, взявшего в том году Ниш. При этом он исключал возможность похода Владимира на волжских булгар, так как, участвовавшие в том походе торки «жили на степных просторах к югу от Киева, далеко от Волги».
Этот поход, в рамках русско-византийских соглашений, также связывали и с крещением Владимира.
Некоторые исследователи исключали то, что поход был направлен против волжско-камских булгар ввиду того, что в X веке берега Волги были покрыты непроходимым лесом, через который конница пройти не могла.
Высказывалось мнение, что упоминание о пленных, обутых в сапоги (в противоположность «лапотникам») может лишь говорить об их принадлежности к греко-славянскому населению, нежели к камским булгарам.
Не однозначно стоял вопрос в плане этимологического определения болгар, на которых был предпринят поход. Были утверждения, что «низовские болгары» (они же «чёрные болгары») это «дунайские» ввиду того что они жили в низовьях Днепра или то, что они были «внизу» от Киева (как Киев внизу от Новгорода и Смоленска). Также высказывалось мнение, что «низовские» — означает «поволжские» или, что определение булгар как «низовские» или «волжские» внесено в летописи их переписчиками или относится к авторам, жившим на севере и знавших по соседству только болгар волжских.
Указывалось на предполагаемые ошибки переписчиков «Памяти…» Мниха Иакова, из чего следует, что «сребреныя» следует толковать как «сербяны» (т. е. сербы), или то, что использованный переписчиками суффикс «и» в действительности является союзом, то есть правильно не «сербяныи болгары победи», а «сербяны и болгары победи».
В то же время ряд же других исследователей, такие как Ч. Д. Френ В. В. Григорьев, Д. И. Иловайский, С. М. Шпилевский, П. В. Голубовский, Н. П. Загоскин, С. П. Толстов, Г. В. Вернадский, Д. С. Лихачёв, П. А. Смирнов, Б. Д. Греков, Л. Мюллер, М. И. Артамонов, М. В. Левченко и др. однозначно утверждали, что поход был совершён на волжско-камских булгар.
Б. Д. Греков категорически опроверг предположение относительно путаницы в начертании «сербяныи» и «сербяны и», заметив, что «начертание „и“ несколько поодаль от „ы“ ещё не даёт права превращать это окончание в союз» и, что в противном случае вся фраза из текста «Памяти…» теряет смысл. Кроме того, по мнению С. П. Толстова, предположение дунайского направления похода недопустимо, так как этому противоречит контекст летописи, где вслед за описанием похода появляются «болгаре веры бохъмиче» (ислам).
Вопреки утверждению о низком благосостоянии Волжской Булгарии, ряд исследователей отмечали, что волжские булгары, проживавшие на важном участке торгового пути, в то время были достаточно промышленным и зажиточным народом, находившимся на достаточно высоком для того времени экономическом уровне.
Б. А. Рыбаков, ранее высказывавший мнение о дунайском направлении похода, позднее всё-таки согласился с тем, что это были именно волжские (только нижневолжские, или низовские) булгары.

### Новейшие исследования
Вследствие появления новейших исторических и археологических результатов исследований у современных историков фактически не осталось сомнений в том, что поход был совершён именно на волжских булгар. В зарубежной же литературе версия о походе на дунайских болгар практически не рассматривается.
Р. Г. Фахрутдинов, Ф. Г. Гарипова, Л. Д. Макаров, Р. Х. Бариев и другие исследователи всецело подтверждают результаты исследований лексических материалов восточных языков востоковеда В. В. Григорьева, опубликованные в 1876 году, согласно которым этноним «серебряные» в то время относился к нукратским булгарам, населявшим Прикамье, предположительно близ серебряных рудников, от которых и получили своё имя «нукрат», в переводе с арабского — серебро.
Что касается экономического состояния Волжской Булгарии, то в то время у неё уже была сложившаяся система пашенного земледелия, ремёсел и торговли. Весьма важное значение для определения направления похода имеет упоминание летописями о хмеле и обуви. В Поволжье издревле было известно о свойствах хмеля, где и по нынешнее время хмелеводство составляет одну из важных отраслей экономического развития региона. На гербе Чувашской республики присутствуют листья и шишки хмеля. В то время как хмелеводство очень развито в Центральной Европе (в частности Германии и Чехии), в Болгарии оно практически не развивается. Также у поволжских татар до нынешнего времени сохранилась традиция видеть в растении хмеля символ дружбы.
Вопрос о сапогах пленных также требует отдельного рассмотрения. В то время в Волжской Булгарии широко было развито кожевенное дело. При этом среди прочих сортов кожи, особой популярностью пользовалась булгарская юфть, изготовляемая именно для обуви. Данный сорт кожи и в нынешнее время выпускается в Средней Азии под названием «булгари».
Основу экономического благосостояния Волжской Булгарии составляла десятина, взимавшаяся за провоз товаров из Европы на восток и в обратном направлении.
Относительно участия Руси в Болгаро-византийской войне Н. И. Милютенко отмечала, что на этот счёт ни в византийских хрониках, ни у Степаноса Таронеци (Асохик) нет известий, прямо указывающих на их участие.
А. П. Новосельцев сделал предположение, что поход мог быть совершён против приазовских (чёрных) болгар. Того же мнения придерживаются Е. Н. Шумилов и О. Б. Бубенок. Последний также предполагает, что во время того похода были покорены и тмутараканские хазары.